# Eckhaus Karlstraße/Neue Jülicher Straße

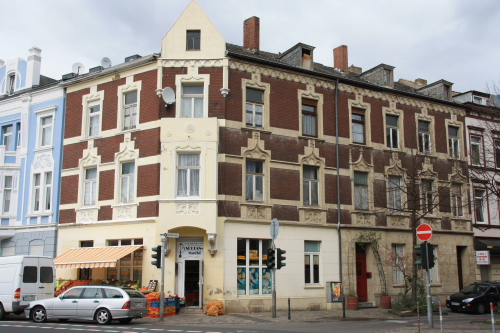
Das Gebäude

Das Eckhaus Karlstraße/Neue Jülicher Straße befindet sich in Düren in Nordrhein-Westfalen. 
Das Wohn- und Geschäftshaus steht in Düren-Nord an der Einmündung der Karlstraße in die Neue Jülicher Straße.
Der dreigeschossige Backsteinbau hat eine abgeschrägte Hausecke. Im Erdgeschoss hat die Fassade rustizierten Putz, die Obergeschosse sind mit neugotischen Stuckornamenten verziert. Im Erdgeschoss befindet sich ein Ladenlokal mit teilweise erhaltener Originaleinrichtung.
Das Bauwerk ist unter Nr. 1/031 in die Denkmalliste der Stadt Düren eingetragen.